# Edith Ballantyne
Edith Ballantyne (Krnov, 10 de diciembre de 1922 – 25 de marzo de 2025) fue una activista canadiense-checa, miembro destacada de la Liga Internacional de Mujeres por la Paz y la Libertad (WILPF) desde 1969. En ese momento, se convirtió en la secretaria ejecutiva de la organización internacional, con sede en Ginebra (Suiza), y ocupó ese cargo durante veintitrés años. Entre 1992 y 1998, fue Presidenta Internacional de la organización. En 1995, fue honrada con el Premio Gandhi por la Paz.

## Trayectoria
Edith Müller nació el 10 de diciembre de 1922 en Jägerndorf, una parte de la Silesia checa de Rosa y Alois Müller. Se crio en Checoslovaquia hasta la Crisis de los Sudetes de 1938. La familia huyó primero a Inglaterra y, en 1939, se dirigió a Canadá, donde la Compañía ferroviaria canadiese del Pacífico los colocó para trabajar en una granja en la Columbia Británica. Incapaces de mantener a su familia, se mudaron a Toronto en 1941, donde Müller encontró trabajo como empleada doméstica. Incapaz de hablar inglés, los voluntarios de la Liga Internacional de Mujeres por la Paz y la Libertad (WILPF) le enseñaron el idioma, quienes siguieron la pista de los refugiados de Bohemia y trataron de ayudarlos a adaptarse a la vida en Canadá. Al unirse a WILPF, Müller encontró inspirador su mensaje de pacifismo y derechos humanos, pero perdió el contacto con el grupo cuando se mudó a Montreal en 1945. En julio de 1948, Müller se casó con Campbell Ballantyne, un funcionario de la Oficina Internacional del Trabajo y se mudó con él a Ginebra ese mismo año.
A su llegada a Suiza, Ballantyne comenzó a trabajar para la Organización Mundial de la Salud, en la sección de publicaciones, como subdirectora. Después de cinco años, dejó el puesto para cuidar a los cuatro hijos de la pareja. Después de veinte años de vivir en Ginebra, descubrió que la sede de WILPF estaba ubicada allí y se ofreció como voluntaria en 1968. Al año siguiente, se convirtió en Secretaria General de la organización, y aceptó un puesto a tiempo completo para trabajar en mejorar la interacción de WILPF con las ONG y las Naciones Unidas (ONU). En 1970, asistió al Decimoctavo Congreso de WILPF, celebrado en Nueva Delhi, que tuvo un efecto profundo en su visión de equilibrar la libertad y la paz. Reconoció que si se habían agotado los medios pacíficos para resolver un conflicto, tenía que haber un medio para reconocer que era probable que los oprimidos recurrieran a la violencia y que los miembros pudieran apoyar la no violencia sin condenar a las personas explotadas que sentían que no existían otras opciones. Los debates que siguieron a la reunión dieron como resultado que la búsqueda idealista del pacifismo no podía reemplazar el reconocimiento de que el objetivo final de la paz era permitir que las personas alcanzaran su liberación y vivieran libremente. En 1972, se convirtió en la coordinadora del trabajo de WILPF para la ONU. Su viaje a la India fue seguido en 1975 por un grupo de observadores que recorrió Oriente Medio, lo que impulsó a Ballantyne a recomendar que WILPF presionase para que continuase el diálogo entre las partes del conflicto, pero manteniéndose neutral en temas como la violencia y los abusos de los derechos humanos resultado del conflicto. Ella creía que el papel de WILPF era alentar a ambas partes a encontrar medios pacíficos para coexistir sin centrarse en quién era el culpable de la situación o el favoritismo.
En 1976, Ballantyne fue elegida para dirigir la Conferencia de Organizaciones No Gubernamentales (CONGO) de la ONU y fue su presidente durante los siguientes seis años. Como la primera representante en ocupar el cargo de un grupo activista por la paz, abrió la puerta a la búsqueda de objetivos de desarme. Cuando se celebró la Conferencia Mundial sobre la Mujer de 1980 en Copenhague, Ballantyne fue presidenta de desarrollo de programas para el Foro de ONG, lo que aseguró que hubiera un fuerte énfasis en la paz y el desarme en las discusiones de los diversos talleres. Fue anfitriona de dos comités organizadores, uno en Ginebra y el otro en la ciudad de Nueva York, para garantizar que los aportes amplios de los diversos grupos formaran la base de la conferencia. Al año siguiente, ayudó a desarrollar una conferencia "Mujeres de Europa en acción por la paz" con el objetivo de reunir a activistas y feministas para estudiar los temores que impulsan la carrera armamentista y desarrollar programas para monitorizar el desarrollo en las conversaciones de paz. En 1983, Ballantyne estuvo entre las 10.000 mujeres que se reunieron con generales en la sede de la OTAN para protestar por los nuevos despliegues de misiles en Europa. Los misiles se desplegaron a pesar de las protestas y poco después, Estados Unidos invadió Granada. Junto con la participación militar estadounidense en la Revolución sandinista, Ballantyne presidió la "Conferencia Internacional sobre Nicaragua y la Paz en América Central" con Adolfo Pérez Esquivel en Lisboa en 1984 para discutir la escalada de la carrera armamentista. Su enfoque en seguir las estrategias principales para lograr la paz y apoyar a las organizaciones que se negaron a adoptar estrategias tradicionales se convirtió en la base de la política de WILPF para adoptar un enfoque doble en apoyo del activismo por la paz.
Ballantyne nuevamente se desempeñó como presidente del comité de planificación del foro de ONG para la Conferencia Mundial sobre la Mujer de 1985 que se llevará a cabo en Nairobi. La Carpa de la Paz, una idea impulsada por Ballantyne, se instaló en el césped de la Universidad de Nairobi y se convirtió en el punto central de la conferencia. En la carpa, se llevaron a cabo sesiones diarias donde las mujeres discutieron los impactos de la guerra en las mujeres y los niños. En 1992, Ballantyne se convirtió en presidente internacional de WILPF y ocupó ese cargo durante los siguientes seis años. En 1995, fue honrada con el Premio Gandhi de la Paz.